# じゅうはちキン!-自由ではちゃめちゃRockin' Radio-
じゅうはちキン!-自由ではちゃめちゃRockin' Radio-(じゅうはちキン! じゆうではちゃめちゃロッキンラジオ)は、2009年4月7日から超!A&G+で、2012年4月よりAG-ONにて2012年9月17日まで動画配信されていた、美少女ゲーム情報バラエティである。
番組表などではもっぱら『じゅうはちキン!』と記載される。

## 概要
超!A&G+では初となる美少女ゲームを扱った情報バラエティ番組である。パーソナリティー2人の爆裂トークを主軸に美少女ゲーム紹介コーナーや、商品開発コーナーなどを放送している。美少女ゲーム情報番組という性質上、放送禁止用語を含んだ発言が多い番組でもあり、たびたび自主規制音が入るのもこの番組の特徴である。
毎回、番組で採用された人の中からMVPを決め、MVPとなったリスナーにはステッカーか番組Tシャツが送られる。

### パーソナリティー
- bamboo
- 民安ともえ

### 放送時間
超!A&G+
- 2009年4月7日 - 9月30日

毎週火曜日 24:00 - 25:00（リピート放送：水曜日 12:00 - 13:00）
- 2009年10月6日 - 2010年9月28日

毎週火曜日 24:00 - 25:00（リピート放送：水曜日 12:00 - 13:00、土曜日 26:00 - 27:00）
- 2010年10月5日 - 2012年3月27日

毎週火曜日 24:00 - 25:00（リピート放送：水曜日 12:00 - 13:00）
AG-ON（ストリーミングオンデマンド配信）
視聴期限は配信開始から1年間
- 2012年4月1日 -

本放送
隔週更新（最新回は無料。アーカイブは税込315円）
- 2012年4月4日 -

無修正パッチ（本放送収録後のトークをノーカットで配信）
隔週更新（税込105円）

## 主なコーナー

### 現行コーナー
ゲーム体験版スーパーレビュー
その月に発売される、美少女ゲームソフトを紹介し、紹介したソフトの中から1本の体験版をパーソナリティー・スタッフがプレイ、批評を展開する。美少女ゲーム紹介コーナーでは、放送禁止用語(性的な表現)が含まれるゲームタイトルを多数紹介するため、自主規制音が多く入れられている。ゲーム名に自主規制音を入れる事が多いが、一度、メーカー名に自主規制音が入った事がある。アダルトゲームを紹介する事がほとんどだが、全年齢作品を紹介する事もある。また、関係者をゲストに招いてゲームについてトークする事もある。
大人のMy Melody
bambooがバーのマスター、民安が客に扮し、リスナーから寄せられた、思い出の曲のリクエストを紹介する（コーナーの設定は、東京浜松町に火曜の真夜中と水曜の真昼間、さらに第27回からは土曜日深夜の丑三つ時にだけ開く社交場のバーに集う大人たちの憩いミュージックとなっている）。
ほうけい！(仮)
この番組は低予算なため、リスナーのアイデアをもとに番組オリジナルノベルティグッズを開発していく。タイトルは「報酬倍増計画」の略。以前のタイトルは「資本主義の豚・養豚場（仮）」（ある事による風評被害を避けるため、番組スタッフの判断で第7回放送分より現在のコーナータイトルへ改題）。
日常はエロスで溢れている
リスナーから寄せられた、日常の中でエロスを感じる物事を紹介する。
第2回（2009年4月14日）開始。
ゲストさーん　いらっしゃ〜い
ゲストコーナー。美少女ゲームや、大人のおもちゃ関連のゲストを招いて、話を伺う。ゲストコーナーを設けず、「ゲーム体験版スーパーレビュー」のコーナーで、新作ゲームのプロモーションのため、美少女ゲーム声優や、ゲームメーカーの担当者を招くこともある。
あの頃僕らは童貞だった
リスナーから寄せられた、過去にしてしまった恥ずかしい行いや勘違いを紹介する。
第14回（2009年7月6日）開始。
甘えん坊相談将軍（旧：じゅうはちきん！子供相談室）
リスナーから寄せられた性についての悩みに誠心誠意応えていく。
第36回（2009年12月8日）開始、第141回リニューアル
エロゲみたいな名前が欲しい
番組が出したお題に対するリスナーが考えた「エロゲっぽい名前」を紹介する。
第45回（2010年2月9日）開始。
日常の一言。略してNHK!
写真を見て「その人が言っていそうな一言」を募集。
第113回（2010年5月31日）開始。

### 終了コーナー
Mr.ベータソン
チャリティイベント「マスターベータソン」に出没する「Mr.ベータソン」はどういう人物なのか、リスナーから寄せられたベータソンの生態を紹介した。
第12回（2009年6月22日）開始。

## ゲスト
| 回      | 放送日                        | ゲスト                                                           |
| ------- | ----------------------------- | ---------------------------------------------------------------- |
| 006     | 2009年05月12日                | 小倉結衣                                                         |
| 009 010 | 2009年06月02日 2009年06月09日 | 松本光一（株式会社典雅代表）                                     |
| 016     | 2009年07月22日                | 小倉結衣                                                         |
| 019     | 2009年08月12日                | 林拓郎（オリエント工業） リアルラブドール アンジェ「奈々ちゃん」 |
| 021     | 2009年08月26日                | 海原エレナ                                                       |
| 030     | 2009年10月28日                | 吉川華生 ニトロくん (ニトロプラス広報)                           |
| 035     | 2009年12月01日                | Rita                                                             |
| 039     | 2009年12月29日                | ニトロくん                                                       |
| 040     | 2010年01月05日                | 織姫よぞら                                                       |
| 058     | 2010年05月11日                | 鷲崎健                                                           |
| 060     | 2010年05月25日                | 上原れな 津田朱里                                                |
| 061     | 2010年06月01日                | 新堂真弓                                                         |
| 065 066 | 2010年06月29日 2010年07月06日 | 小倉結衣                                                         |
| 067     | 2010年07月13日                | アッチョリケ                                                     |
| 083     | 2010年11月2日                 | オリヒメヨゾラ                                                   |
| 089     | 2010年12月14日                | 青葉りんご                                                       |
| 095     | 2011年01月25日                | 青葉りんご オリヒメヨゾラ                                        |
| 107     | 2011年04月19日                | 佐藤ひろ美                                                       |
| 108     | 2011年04月26日                | えで〜（CLAPWORKS代表）                                          |
| 109     | 2011年05月03日                | AiRI                                                             |
| 113     | 2011年05月31日                | けんせい（民安★ROCK）                                            |
| 115     | 2011年06月14日                | FullMooN.13                                                      |
| 117     | 2011年06月28日                | 遠藤正明                                                         |

## オープニング曲
1. ノックロックボーイフレンド (民安★ROCK)
2. Power Halation (民安★ROCK)
3. 典型的楽観主義 (民安★ROCK)

## 番組エピソード
- 番組初のゲストを呼んだ第6回放送分は番組後半で映像機器の故障により、音声のみでの放送となってしまった。翌週の第7回放送でパーソナリティが2人とも謝罪していた。
- この時間の手前番組「超!A&G+スペシャル」（火曜23時台/水曜11時台）で「「地球NOTEpresents能登麻美子Style」DVD完成記念 地球NOTE公開録音」放送時、パーソナリティの2人がオープニングで「手前の番組から聞き続けているリスナーの皆様、お騒がせしています。」などの発言があった。
- ゲーム体験版スーパーレビューで使われている自主規制音が第9回放送分よりリニューアルされている。
- 番組からのプレゼントやグッズの通販は番組（=文化放送）からは送ることができないためOVERDRIVEを経由しての応募・注文となっている。
  - 第9回放送分では、ゲストに登場した典雅のグッズのプレゼント応募が行われた。
  - 第12回放送分で期間限定 (2009年6月17日〜6月25日) で番組オリジナルT-シャツの通販を行なった。
- 第38回放送分では、明けて2009年12月23日に発売した、milktubの2ndアルバム『MAKE ME HAPPY』を全曲紹介した。
- 第39回放送分ではリスナーからの投票で選ぶ「じゅうはちキン!アワード」を選定した。
- 第43回放送分では2010年1月28日に発売された民安★ROCKのアルバム『Power Haration』を全曲解説した。
- 第45回・第46回放送分は、文化放送スタジオが改修工事中だったため、いつものスタジオではなくbambooが所有する浅草のスタジオ「スタジオ696」で収録した
- 第64回 (2010年6月22日）はいつものスタジオではなくbambooの自宅から番組収録を行なっていた。なお、この回の放送分番組内で民安ともえが喉の手術のため第65回〜第68回の番組収録を休むと発言していた。
- 第65回・第66回は民安ともえの代打を小倉結衣が担当し、第67回も民安ともえの代打をアッチョリケが担当したが、第68回はbambooのスケジュールの都合上、イレギュラー日に番組を収録したため、民安の代打が見つからなかった。この回はbambooがアニメロサマーライブ2010への出演が決定したのを受けて、番組スタッフが用意した「アニメロサマーライブ2010出演アーティストの常識クイズ」を3問行なった。
- 第102回〜第104回は、東日本大震災の影響が18禁ゲームにも及び、3月後半に発売予定だったソフトが延期になるメーカーが相次いだため、録って出し再収録し、ふつおたを紹介したり、曲をかける構成した。その理由はで、第102回は急遽収録し直して放送された。
- 2012年に入り番組に怒涛のゲストラッシュが続いていたが、超!A&G+での放送は3月いっぱいまでと2月のある回放送分にて告知された。そして、2012年4月からは文化放送A&Gが新たに2012年4月1日正午よりサービスを始めるアニラジオンデマンドサービスAG-ONへ番組ごとお引越をすることが2012年3月20日放送分エンディングにて発表された。

## イベント

### じゅうはちキン!トークライブ
- じゅうはちキン!トークライブvol.1（2009年10月16日、阿佐ヶ谷ロフトA）※18歳未満参加不可。

当初は新宿ロフトプラスワンでの開催を予定し、第23回で告知したが、会場側の都合により場所・キャバシティが変更となった。そのことは番組ブログや第24回冒頭で訂正した。
ライブチケットは第24回放送開始と同時に超!A&Gショップで販売開始した（販売開始3分で完売となった）。しかし、そのチケット発送時に何人かのキャンセルが出たためキャンセル分を埋めるため第26回放送開始と同時に超!A&Gショップでキャンセル分のチケット追加販売を開始。たった3分で再び完売となった。
- じゅうはちキン!トークライブ vol.1.5＠TAF2010（2010年3月27日、東京ビッグサイト「東京国際アニメフェア (TAF) 2010」内）
- じゅうはちキン!トークライブ vol.2（2010年9月19日、新宿ロフトプラスワン）

### じゅうはちきん!presents Live at Rockin'radio
- じゅうはちきん!presents Live at Rockin'radio（2009年12月28日、新宿ロフト）

ライブチケットは、2009年11月3日24:00（第31回放送開始）から11月10日25:00（第32回放送終了）まで超!A&Gショップで販売された。キャンセル分のチケットも、特製チケットとして2009年12月15日24:00（第37回放送開始）から12月22日25:00（第38回放送終了）まで超!A&Gショップで追加販売された。
- じゅうはちきん!presents Live at Rockin'radio II（2011年3月18日、新宿ロフト）

東日本大震災直後という時節柄、節電のため最低限の照明と音響機器でアコースティックライブ調で行なわれた。チケットの収益金は全額東日本大震災の義援金として寄付された。

## 関連商品

### アパレル
- 番組特製Tシャツ - OVER DRIVE内特設サイトで期間限定販売
- 「美人声優と結婚したい」ロングTシャツ - 超!A&Gショップで販売

### DVD
10回ごとの放送内容をまとめた番組アーカイヴDVDが発売されている。「放送終了後の感想トーク」も収録。
超!A&Gショップ（文化放送直営通販サイト）と「アンテナショップ ちかQ」（文化放送直営売店）で販売。イベント先行販売などもあり。
| タイトル                                   | 収録回 | 発売日         | パッケージ画     | 先行販売等                                                             |
| ------------------------------------------ | ------ | -------------- | ---------------- | ---------------------------------------------------------------------- |
| 微修正「じゅうはちキン!」DVD VolL.1 限定版 | 01–10  |                |                  | 通常版に先駆け C76 OVER DRIVEブースで販売                              |
| 微修正「じゅうはちキン!」DVD Vol.1         | 01–10  |                | 兎塚エイジ       |                                                                        |
| 微修正「じゅうはちキン!」DVD Vol.2         | 11–20  | 2009年12月28日 | おにぎりくん     | ライブ会場での先行販売後、超!A&Gショップ、C77 OVER DRIVEブースで販売。 |
| 微修正じゅうはちキン!DVD vol.3             | 21–30  |                | INO              |                                                                        |
| 微修正じゅうはちキン!DVD vol.4             | 31–40  | 2010年08月15日 | なまにくATK      | C78 文化放送ブースで先行発売                                           |
| 微修正じゅうはちキン!DVD vol.5             | 41–50  | 2010年10月19日 | 藤丸             | 5巻収納ボックス付属                                                    |
| 微修正じゅうはちキン!DVD vol.6             | 51–60  |                | トモセシュンサク |                                                                        |
| 微修正じゅうはちキン!DVD vol.7             | 61–70  |                | CARNELIAN        |                                                                        |
| 微修正じゅうはちキン!DVD vol.8             | 71–80  | 2011年08月     | 八宝備仁         | C80文化放送ブースで発売予定                                            |